# Dendrodoa uniplicata
Dendrodoa uniplicata is een zakpijpensoort uit de familie van de Styelidae. De wetenschappelijke naam van de soort is voor het eerst geldig gepubliceerd in 1896 door Bonnevie.